# Sarandí de Navarro
Sarandí de Navarro ist eine Ortschaft in Uruguay.

## Geographie
Sie befindet sich in der Cuchilla de Navarro im östlichen Teil des Departamento Río Negro in dessen Sektor 9. In einigen Kilometern Entfernung liegt in westlicher Richtung Paso de los Mellizos.

## Einwohner
Der Ort hatte bei der Volkszählung im Jahr 2011 239 Einwohner.
| Jahr | Einwohner |
| ---- | --------- |
| 1963 | 359       |
| 1975 | 276       |
| 1985 | 221       |
| 1996 | 231       |
| 2004 | 269       |
| 2011 | 239       |

Quelle: Instituto Nacional de Estadística de Uruguay